# Michael Groß (Politiker)

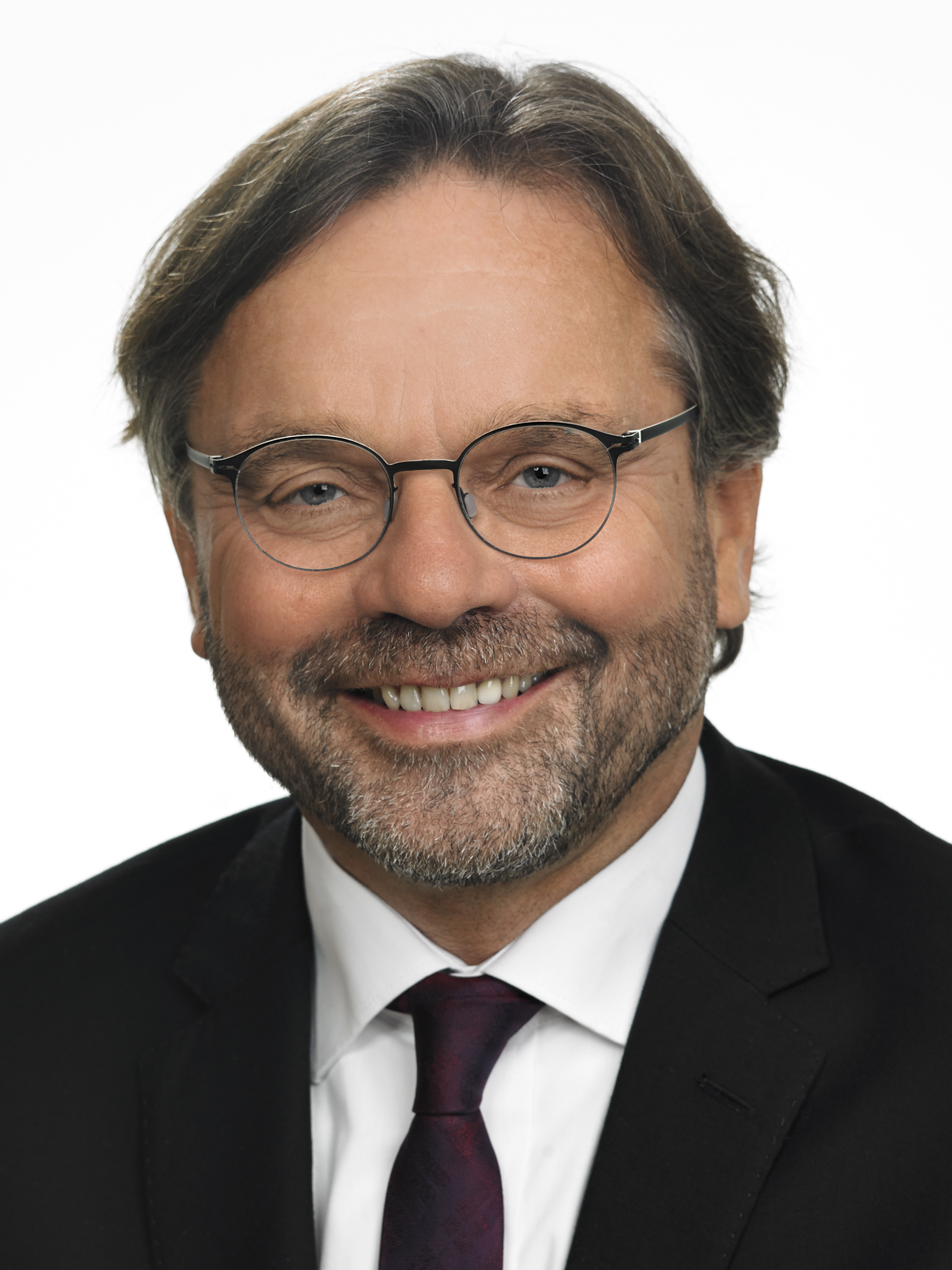
Michael Groß (2014)

Michael Peter Groß (* 26. Juli 1956 in Marl) ist ein deutscher Politiker (SPD) und war von Oktober 2009 bis 2021 Mitglied des Deutschen Bundestages.

## Leben
Nach der mittleren Reife schloss Michael Groß eine Ausbildung zum Vermessungstechniker ab und erlangte gleichzeitig die Fachhochschulreife. Nach Zivildienst und Studium arbeitete Groß zunächst als diplomierter Sozialarbeiter in psychologischen Beratungsstellen in Recklinghausen und Marl, später als Referent beim Diakonischen Werk Westfalen als Geschäftsführer des Diakonischen Werkes des Kirchenkreises Steinfurt-Coesfeld-Borken. 
Michael Groß ist seit 1987 Mitglied bei der Arbeiterwohlfahrt. Von 2005 bis 2009 war er als Geschäftsbereichsleiter im Unterbezirk Münsterland-Recklinghausen tätig. Seit Juni 2021 ist er Co-Präsident beim Bundesverband der Arbeiterwohlfahrt.

## Politik
Seit 1978 ist Groß Mitglied der SPD. Zunächst engagierte er sich bei den Jusos. Von 1997 bis 2010 war er mit Unterbrechungen Ortsvereinsvorsitzender in Marl-Brassert. Von 2002 bis 2006 und von 2010 bis heute ist er Stadtverbandsvorsitzender der SPD in Marl, von 2004 bis 2009 war er Vorsitzender der Marler Ratsfraktion und Aufsichtsratsvorsitzender der Neuen Marler Baugesellschaft (NeuMa). Von 2005 bis 2012 war er zudem stellvertretender Vorsitzender des SPD-Kreisverbands Recklinghausen.
Bei der Bundestagswahl 2009 trat er als Direktkandidat im Wahlkreis Recklinghausen II an, holte mit 42,6 % der Erststimmen das Direktmandat und schaffte damit den Einzug in den Bundestag. Im Jahr 2013 erhielt Groß 45,7 % der Erststimmen. Im Jahr 2017 holte Michael Groß zum dritten Mal in Folge den Wahlkreis 122 direkt und zog mit 41,1 % der Erststimmen in den 19. Deutschen Bundestag ein.
Groß ist Vorsitzender der AWO-Parlamentariergruppe der SPD und Sprecher der SPD-Abgeordneten aus dem Ruhrgebiet im Deutschen Bundestag. Michael Groß war bis zum 31. Dezember 2017 wohnungs- und baupolitischer Sprecher der SPD-Bundestagsfraktion. Er ist in der 19. Legislaturperiode Mitglied des Haushaltsausschusses und verantwortlich für den Etat des Bundesministeriums für Arbeit und Soziales. Groß ist ebenfalls Mitglied im Ausschuss für Recht und Verbraucherschutz und verantwortet hier die Berichterstattungen zu Mietrecht, Genossenschaftsrecht sowie dem Wohnungseigentumsgesetz. Außerdem ist Groß ordentliches Mitglied im Rechnungsprüfungsausschuss und hier verantwortlich für den Etat des Bundesministeriums für Verkehr und digitale Infrastruktur. Ebenso sitzt er in der neuen Wahlperiode in der Ältestenratskommission für Bau- und Raumangelegenheiten. Darüber hinaus ist Michael Groß stellv. Mitglied im Ausschuss für Arbeit und Soziales sowie im Petitionsausschuss. Zur Bundestagswahl 2021 trat Groß nicht erneut an.

## Privates
Michael Groß ist verheiratet und hat zwei Kinder.